# Дюсембеков, Камали Жуматаевич
Камали Жуматаевич Дюсембеков (также Дуйсембеков; каз. Камали Жұматайұлы Дүйсембеков; 26 декабря 1924; Тельманский район, Карагандинская область, Казахская ССР, СССР — 1 февраля 2018; Караганда, Казахстан) — советский партийный работник, общественный деятель, участник Великой Отечественной войны. Почётный гражданин Карагандинской области (2016).

## Биография
Камали Дюсембеков Родился 26 декабря 1924 года в ауле № 7 Тельманского района Карагандинской области. Происходит из подрода Караке-алтай рода Куандык племени Аргын.
В 1941 году Камали поступил на работу коногонщиком кирпичного завода. В свободное время занимался погрузкой кирпича. Шестую часть целого вагона загружал один, а это около 1000-1200 кирпичей.
Ушел на фронт добровольцем в 1942 году, когда ему было 17 лет. Защищал Москву, Сталинград, участвовал в боях за освобождение Крыма.
Камали Дюсембеков воевал в противотанковой роте, 24-й гвардейской дивизии 13-го корпуса 4-й армии Украинского фронта.
В 1953 году окончил партийную школу при ЦК КП Казахстана по специальности политик.
После войны был пропагандистом, заведующим отделом Ворошиловского райкома Компартии Казахстана, секретарем Жанааркинского райкома, председателем райкома Компартии Казахстана.
С 1965 по 1980 годы — первый секретарь Шетского районного комитета партии.
С 1980 по 1985 годы — председатель Управления полиграфии и издательства Жезказганской области.
В 1985 году Камали Жуматаевич вышел на заслуженный отдых.
В 1985, в 2010 и 2015 годах Камали Жуматаевич участвовал в юбилейных парадах Победы в Москве.
Скончался 1 февраля 2018 года.

## Награды
- Орден Славы III степени (1943), II степени (май 1944), II степени (сентябрь 1944)
- Орден Отечественной войны I степени (сентябрь 1944 года)
- Орден Отечественной войны II степени (май 1944 года)
- Орден Октябрьской Революции
- Орден Трудового Красного Знамени
- Орден «Знак Почёта»
- Орден Курмет Указом Президента Республики Казахстан.
- Орден «За мужество» III степени (5 мая 2010 года, Украина) — по случаю 65-й годовщины Победы в Великой Отечественной войне 1941—1945 годов, за проявленное личное мужество и героизм в освобождении Украины от фашистских захватчиков[8]
- Награждён Почетной грамотой Верховного Совета СССР и Казахской ССР.
- Награждён многими боевыми и правительственными медалями СССР и Республики Казахстан.
- Награждён личными благодарственными письмами Первого Президента Республики Казахстан.[9]
- Почётный гражданин Карагандинской области (2017)[10] и города Караганды (2005), Шетского и Жанааркинского[11] района и нескольких районов.
- Юбилейная медаль «70 лет Победы над нацизмом» (2015)[12][13]